# Fissidens diversifolius
Fissidens diversifolius là một loài Rêu trong họ Fissidentaceae. Loài này được Mitt. mô tả khoa học đầu tiên năm 1859.